# Józef Maria Bocheński
Józef Maria Bocheński, né à Czuszów en Pologne, le 30 août 1902 et décédé à Fribourg en Suisse, le 8 février 1995, est un dominicain polonais, philosophe et logicien.

## Biographie
Après avoir pris part aux combats de 1920 contre la Russie bolchevique dans la guerre soviéto-polonaise, il commence des études de droit à Lwów (1920-1922), puis d'économie politique à Poznań (1922-1926). Il est membre de l'ordre des Dominicains depuis 1927. En 1932, il obtient un doctorat en philosophie à Fribourg, et trois ans plus tard, un doctorat de théologie à Rome. Il devient professeur de logique au Collegium Angelicum de Rome jusqu'en 1940.
Pendant la Seconde Guerre mondiale, il sert comme aumônier dans les troupes polonaises ; il est fait prisonnier au cours de l'invasion de la Pologne par l'Allemagne, mais il parvient à s'évader et à rejoindre Rome. Il entre dans l'armée du gouvernement polonais en exil, dont il est l'aumônier en France, puis en Angleterre. Il participe à la campagne d'Italie de 1943-1944, notamment à la bataille du Monte Cassino.
En 1945, il se voit offrir la chaire d'histoire de la philosophie du XXe siècle à l'université de Fribourg, dont il devient le recteur de 1964 à 1966. Il fonde et dirige l'Institut d'Europe de l'Est à Fribourg (1958 -1972), fait paraître la revue Études sur la pensée soviétique, et une série d'ouvrages sur les fondements de la philosophie marxiste (Sovietica).
Par la suite, il est consultant auprès de différents gouvernements, notamment ceux d'Allemagne de l'Ouest, d'Afrique du Sud, des États-Unis, d'Argentine et de Suisse. Fait bourgeois d'honneur de la ville de Fribourg en 1960, il a été médiateur lors de l'occupation de l'ambassade de Pologne à Berne en 1982
Ses ouvrages n'ont été publiés en Pologne qu'après 1989.

## Publications
- La Logique de Théophraste, Fribourg, 1947
- Formale Logik (1956) traduit en anglais comme A History of Formal Logic Notre Dame, Indiana 1961
- (en) Soviet Russian Dialectal Materialism (Diamat), Dordrecht, 1963
- (en) The Logic of Religion, Albany, New York University Press, 1965
- Józef Maria Bocheński, La Philosophie contemporaine en Europe, Petite Bibliothèque Payot, 1967
- (de) avec Albert Menne, Grundriß der Logistik, UTB 4e édition, Paderborn, 1974,  (ISBN 3-506-99153-1)
Titre original : Précis de logique mathématique, Bussum, Pays-Bas, 1949
- Entre la logique et la foi, Joseph Bochenski, 1990, Éditions Noir sur blanc  (ISBN 978-2882500144)
- Manuel de sagesse du monde ordinaire, 1994, 136 p. trad. Marek Blasczyk, Éditions de l'Aire, 2002.  (ISBN 2-88108-583-0)
- Qu'est-ce que l'autorité ? Introduction à la logique de l'autorité, 1979, 140 p., présenté et traduit par Philibert Secretan, Éditions universitaires Fribourg [EC   (ISBN 2-204-01452-4), US   (ISBN 2-8271-0158-0)]

## Distinctions
- Docteur honoris causa de l'Université Jagellonne de Cracovie en 1990[5]
- Membre étranger de l'Académie polonaise des sciences[6]

## Hommages
- Anna-Teresa Tymieniecka, Charles Parsons (éditeurs),  Contributions to Logic and Methodology in Honor of J.M. Bochénski, Amsterdam 1965.